# Буслівка (струмок)
Буслівка — струмок (мала річка) у Києві, в місцевості Бусове поле, ліва притока Либеді. Потяжність  близько 2 км. Приток не має.

## Опис
Починається неподалік Печерського мосту, далі протікає під вулицею Михайла Бойчука, в улоговині між Чорною горою та Бусовою горою. Перетнувши Залізничне шосе та магістральну заілізницю Київ-Дарниця-Ніжин/Гребінка, впадає у Либідь.
На всій протяжності струмок взятий у колектор, крім декількох десятків метрів між Залізничним шосе та залізницею.

## Історія
Мапа Д. де Боскета 1753 р. показує не підписану ліву притоку Либіді –  Буслівку. Струмок також показаний на мапі 1799 р.
На плані Лисогріського форту Б. Віккерса точно показано місце впадіння Буслівки до Либіді. На північному березі ставу на Либіді показано сад. Імовірно це «Буслаївський сад», який згадує у своїх спогадах серпня 1941 р. ополченець В. М. Покотило.